# Pietro II (vescovo di Novara)
Pietro II (Piemonte, ... – Novara, dicembre 964) è stato un vescovo italiano.

## Biografia
Pietro II nacque in data sconosciuta, in terra piemontese.
Fu eletto vescovo di Novara ad agosto del 957 e rimase in carica nella propria sede fino alla sua morte, a dicembre del 964.